# Verbindingsgeoriënteerd protocol
Een verbindingsgeoriënteerd protocol of connection-oriented protocol is een type netwerkprotocol waarbij het noodzakelijk is dat er tussen de zender en de ontvanger een verbinding opgebouwd is, alvorens er gegevens verzonden kunnen worden. Deze verbinding blijft gedurende de complete gegevensoverdracht intact. In tegenstelling tot een verbindingsloos protocol kan er dus gecontroleerd worden of de gegevens correct en in de juiste volgorde zijn aangekomen bij de ontvanger. Dit wil dus zeggen dat een connection-oriented verbinding betrouwbaarder is dan een connectionless verbinding.

## Werking
Als de verbinding tussen zender en ontvanger eenmaal is opgesteld, wil dit ook zeggen dat de datapakketten niet voorzien moeten worden van routinginformatie, waaronder de bestemming en de afzender van het pakket. In plaats daarvan krijgen ze wel elk een datastream-nummer toegewezen om aan te duiden tot welke datastream de pakketten behoren. Tijdens de verbindingsfase wordt de routinginformatie aan beide nodes (zender en ontvanger) meegedeeld, waarbij de datastream-nummers zijn gedefinieerd in tabellen in elke node.

## Alternatief
Het alternatief voor een verbindingsgeoriënteerde verbinding is een verbindingsloze verbinding. Hier worden datapakketten verstuurd zonder afspraken vooraf, waardoor er geen garantie is dat deze zullen aankomen bij de bestemming. Dit is wat men noemt een best effort delivery. Zoals eerder vermeld zal ook ieder pakket de volledige routinginformatie moeten bezitten, vermits elk pakket afzonderlijk wordt verstuurd. Hoewel connection-oriented duidelijk betrouwbaarder is, is het voor sommige toepassingen echter toch niet de beste oplossing. Connectionless is bijvoorbeeld beter wanneer een vlotte doorstroming belangrijker is dan een foutloze overdracht, zoals bij streaming media (audio- en videostreaming).

## Toepassingen
Toepassingen van een connection-oriented verbinding zijn bijvoorbeeld:
- PSTN
- GPRS
- TCP
- X.25
- ISDN
- Asynchronous Transfer Mode (ATM)